# Sjkval

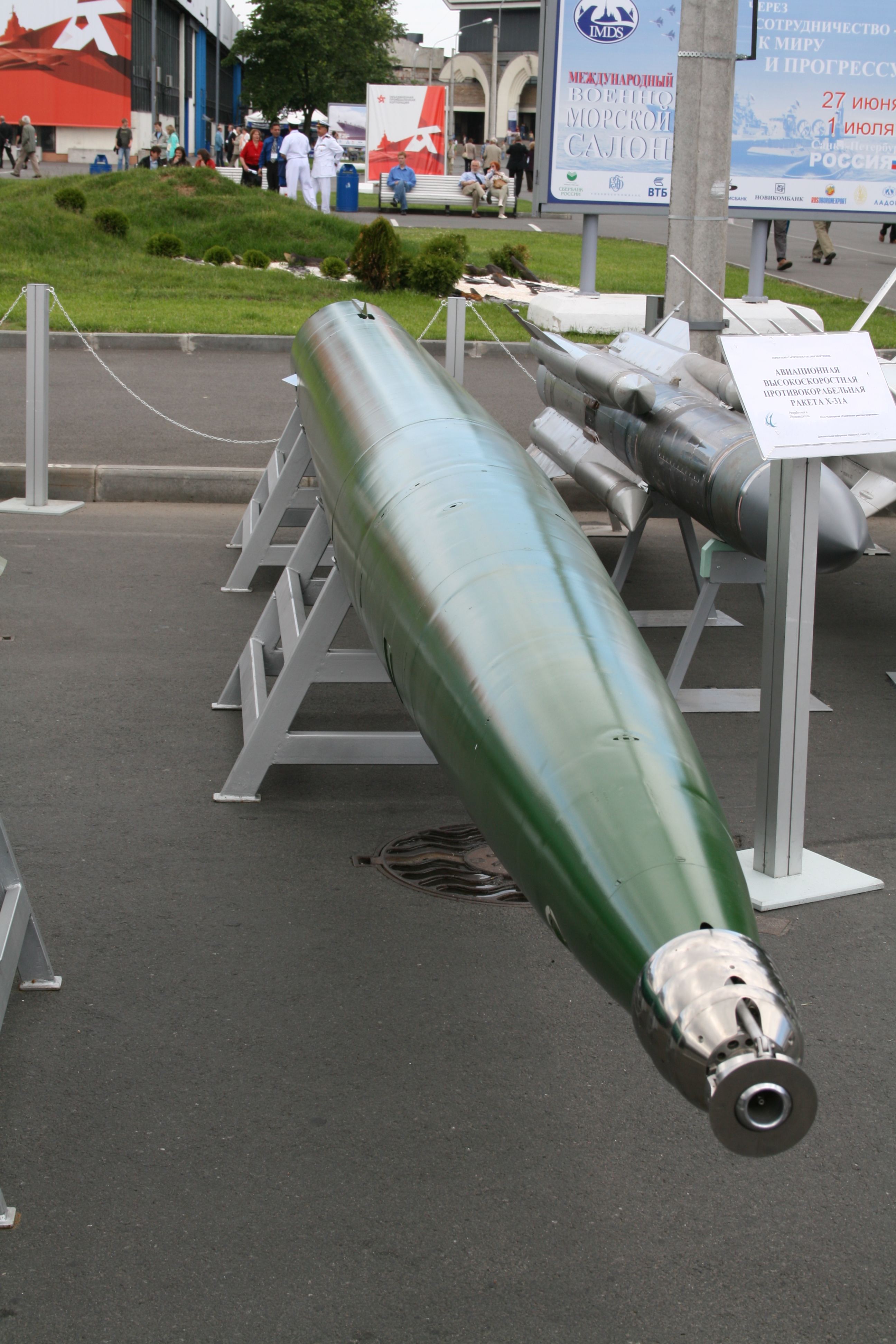
Sjkval

Sjkval (Russisch: шквал - regenbui ) is de naam van een serie torpedo’s, ontwikkeld in opdracht van de marine van de Sovjet-Unie vanaf de jaren 1960. Het is de snelste torpedo ter wereld.

## Eerste ontwikkeling
De ontwikkeling van de torpedo begon onder leiding van de Oekraïense ingenieur Michail Merkoelov aan het Instituut voor Hydrodynamica NII-24 te Kiev in het begin van de jaren 60. Na een fusie in 1969 met ontwerpbureau GSKB-47 - gespecialiseerd in vliegtuigbommen - kreeg de instelling de naam Instituut voor Toegepaste Hydromechanica (NII PGM). Het zou tot eind jaren 1970 duren vooraleer een eerste prototype van de Sjkval aan de partijtop werd voorgesteld.

## Technische mogelijkheden
De torpedo wordt gelanceerd uit een 533 mm torpedobuis met een snelheid van circa 100 km/h. Kort hierna start de reactiemotor om de torpedo op een kruissnelheid van circa 400 km/h te brengen. De torpedo zou topsnelheden tot 530 km/h kunnen halen. De snelheid is mogelijk door toepassing van supercavitatie. De torpedo beweegt zich voort in een luchtbel die gevormd wordt bij de neus van het toestel, waardoor contact en wrijving tussen het water en het oppervlak van het toestel verdwijnen. Strikt genomen wordt de torpedo hierdoor een onderwaterraket.
De Sjkval kan zowel ingezet worden om vijandige onderzeeboten tot zinken te brengen als voor het onderscheppen van andere torpedo's. Bij latere modellen kan tijdens de vlucht de koers ingrijpend worden gewijzigd.

## Varianten
Er bestaan ten minste drie varianten
- VA-111 Sjkval, de waarschijnlijk ongeleide oorspronkelijke variant
- Sjkval 2, de huidige geleide versie.
- Een "lichte" versie voor export

### Specificaties Sjkval 2
- Lengte: 8,2 m
- Diameter: 533 mm
- Massa: 2.700 kg
- Springlading: 210 kg
- Kruissnelheid: circa 400 km/h met topsnelheden tot 530 km/h
- Lanceersnelheid: circa 100 km/h
- Reikwijdte: circa 7 km

Sjkval-torpedo’s zijn uitgerust met conventionele explosieven. Het installeren van kernkoppen is echter mogelijk.

## Verspreiding
Onder president Poetin zou de oorspronkelijke versie van het wapen, de versie VA-111, uitsluitend aan bevriende landen zijn aangeboden zoals China, Iran, Noord-Korea en Syrië. China zou een veertigtal exemplaren van de torpedo bezitten. Canada zou getracht hebben de Sjkval 2 aan te schaffen.
De Verenigde Staten en Duitsland hebben een eigen supercavitatieproject. In Duitsland zou dit in 2004 hebben geleid tot de productie van een torpedo met de naam 'Barracuda'. Iran meldt succesvolle testen te hebben uitgevoerd met een eigen supercavitatietorpedo.

## Operationeel gebruik
Geen enkele Sjkval is ooit operationeel ingezet. De onderzeeër Koersk verging ten gevolge van een explosie van een dummy-torpedo in de torpedobuis, wellicht een Sjkval, gevolgd door een explosie van de totale voorraad torpedo's.